# ナイキ・フープサミット
ナイキ・フープサミット(Nike Hoop Summit)は毎年ナイキがスポンサーとなって行われるバスケットボールのオールスターゲーム。アメリカ合衆国の男子ジュニア選手と世界選抜が対戦する。選手たちはNBAやカレッジバスケットボールのスカウトたちに注目されようとプレーする。これまでアメリカ代表としてはケビン・ガーネット、バロン・デイビス、ジャーメイン・オニール、エルトン・ブランドなどが、世界選抜ではダーク・ノヴィツキー、トニー・パーカー、シェイ・ギルジャス＝アレクサンダー、イゴール・ラコセビッチ、ニコラス・バトゥム、セルジ・イバカ、パトリック・ミルズ、王治郅（1996年にアジア人として初出場）、田臥勇太などがプレーしている。